# Ike Isaacs (bassist)
Charles Edward 'Ike' Isaacs (Akron, Ohio, 28 maart 1923 - Atlanta, Georgia, 27 februari 1981) was een Amerikaanse jazzbassist, trompettist en sousafoon-speler.
Isaacs studeerde trompet aan Central Music School in Akron en studeerde rond 1941 bas bij Wendell Marshall. Hij begon zijn professionele loopbaan als bassist in de band van de gitarist Tiny Grimes (1949), daarna speelde hij bij Earl Bostic, Mat Mathews en Paul Quinichette (1953), alsook bij Bennie Green (1954). In Ohio richtte hij de groep The Four Maestros op. In 1956 trouwde hij zangeres Carmen McRae, die hij onder andere in het jaar erop begeleidde op het Newport Jazz Festival. In 1957 werkte hij in het trio van Ray Bryant, in 1958/59 in de ritmesectie van het zangtrio Lambert, Hendricks & Ross. In 1962 begeleidde hij de zanger Joe Williams (A Swingin’ Night at Birdland) en in 1980 Pee Wee Erwin (...swingin’ that music).